# Ñuu Dzahui
Ñuu Dzahui es el nombre nativo del país de los mixtecos y también el nombre de su nación. Fue recogido por primera vez durante el siglo XVI, a través de la obra de los misioneros que llegaron a evangelizar La Mixteca, específicamente en la zona de Teposcolula, donde se estableció el más importante de los conventos dominicos en esta zona de Oaxaca (México).
El término puede traducirse como País de la lluvia, pero también como Pueblo de la Lluvia, dado que, en la lengua mixteca que se hablaba en Teposcolula por la época de la evangelización, el término ñuu designaba tanto un lugar como lo que en español se llama pueblo.
En los códices prehispánicos, el concepto de Ñuu Dzahui es representado por medio de un cerro con la máscara de Dzahui, dios de la lluvia y patrón del pueblo mixteco. Otra manera de escribir el término en alfabeto latino es Ñuu Dzavui, porque durante el siglo XVI los frailes emplearon la grafía /vu/ para la escritura del sonido [w] que existe en la fonología mixteca. Con el avance del tiempo, la pronunciación y la escritura de este nombre han variado, dando como resultado Ñuu Savi, Ñuu Dahui, Ñuu Sau, Ñuu Davi y otras más.